# Joppeicoidea
Joppeicoidea é uma superfamília monotípica cujo único táxon é a família Joppeicidae, também monotípica, tendo como única espécie conhecida Joppeicus paradoxus Puton, 1881, um insecto predador polífago utilizado em aplicações de luta biológica.

## Descrição
A única espécie da árvore taxonómica que compõe a superfamília Joppeicoidea Reuter, 1910 (Heteroptera Cimicomorpha) é o predador Joppeicus paradoxus Puton, 1881. A presença deste predador está demonstrada em diversase regiões da África e do Médio Oriente e em armazéns de géneros alimentares na Tailândia .
A espécie é um pequeno insecto com cerca de 3 mm de comprimento, de forma alongada e achatada, com antenas bem desenvolvidas, rostro trímero e tarsos biarticulados.
É um predador activo, capaz de se alimentar de espécies que causam danos em géneros alimentares, predando em particular sos ovos e larvas de coleópteros (Tribolium sp. e Oryzaephilus surinamensis) e larvas jovens de lepidópteros (Ephestia sp. e Plodia interpunctella).
A utilidade deste insecto em luta biológica como alternativa ao uso do brometo de metilo, substância para a qual está em curso um processo de redução do uso de âmbito mundial devido ao seus grave impacte ambiental. À luz das recentes provas experimentais, J. paradoxus revelou-se eficaz no controlo dos insectos danosos dos géneros alimentares, melhor que alguns outros predadores que já são correntemente utilizados em luta biológica, tais como Xylocoris flavipes (um Anthocoridae), enquanto outras experiências, conduzidas pelos mesmos investigadores, denotam uma eficácia menor.
A espécie é utilizada em luta biológica por ser um polífago útil no combate às espécies Tribolium confusum, Plodia interpunctella, Oryzaephilus surinamensis e Ephestia kuehniella.